# 扇久保博正
扇久保 博正（おうぎくぼ ひろまさ、1987年4月1日 - ）は、日本の男性プロ総合格闘家、YouTuber。 岩手県久慈市出身。THE BLACKBELT JAPAN所属。第6代修斗世界フライ級王者。第8代修斗世界バンタム級王者。修斗世界2階級制覇。TUF 24フライ級準優勝。RIZIN バンタム級 JAPAN GRAND-PRIX 2021優勝。
極真空手をベースに持つ、異色のグラップラー。リングインする際には十字礼を行なっている。KOや一本は狙わず、グラウンド状態で相手を制して競り勝つことを得意とする激闘型のスタイル。

## 来歴
2005年9月18日、第12回全日本アマチュア修斗選手権フェザー級（-60kg）に出場。決勝で浅野篤司に判定勝ちし優勝を果たした。

### 修斗
2006年10月1日、マイク・ハヤカワ戦でプロ修斗デビュー。3-0の判定勝ちを収めた。
2007年、修斗フェザー級新人王トーナメントに参加。太田悟、田村和也を破り決勝に進出を果たすと、12月8日の金山康宏との決勝でも一本勝ちを収め、フェザー級新人王を獲得した。
2009年3月20日、修斗伝承 06で徹肌ィ郎に判定勝ち。
2009年10月18日、新設された修斗環太平洋フェザー級（-60kg）王座決定戦で岡嵜康悦と対戦し、KO負けを喫し王座獲得に失敗した。
2011年4月3日、修斗環太平洋フェザー級王座決定戦で松本輝之と対戦し、2-0の判定勝ちを収め王座獲得に成功した。
2012年1月8日、修斗環太平洋フェザー級タイトルマッチで徹肌ィ郎と再戦し、3-0の判定勝ちを収め初防衛に成功した。
2012年5月18日、修斗世界フェザー級タイトルマッチで王者の岡嵜康悦に挑戦し、スリーパーホールドで一本勝ちを収め王座獲得に成功した（規定により環太平洋王座は返上）。
2013年3月16日、修斗世界フェザー級タイトルマッチで挑戦者の堀口恭司と対戦し、2Rにスリーパーホールドを極められ一本負けを喫し王座陥落した。
2014年は、VTJで行われたフライ級トーナメントに参加し、春日井健士との一回戦、カナ・ハヤットとの準決勝戦、シーザー・スクラヴォスとの決勝戦を制し優勝を果たした。
2016年4月23日、修斗世界フライ級（-56.7kg）タイトルマッチで王者の菅原雅顕に挑戦し、フロントスリーパーホールドで見込み一本勝ちを収め王座獲得に成功した。マモル以来となる修斗史上2人目の2階級制覇を達成した。

#### The Ultimate Fighter
2016年、リアリティ番組「The Ultimate Fighter」のシーズン24に参加。ジョセフ・ベナビデス率いるチーム・ベナビデスに所属。フライ級トーナメント一回戦でエンカジムーロ・ズールーと対戦し、リアネイキドチョークで一本勝ち。準々決勝でアダム・アントリンと対戦し、判定勝ち。準決勝で、のちにUFCフライ級王者となるアレッシャンドリ・パントージャと対戦し、判定勝ち。決勝戦でティム・エリオットと対戦し、判定負けを喫し準優勝となった。
2017年10月15日、修斗世界フライ級タイトルマッチで挑戦者のオニボウズと対戦し、チョークスリーパーで一本勝ちを収め初防衛に成功した。

### RIZIN
2018年7月29日、RIZINデビュー戦となったRIZIN.11で堀口恭司と約5年ぶりに再戦。組みからの離れ際にフラッシュダウンを奪う場面もあったがトータルで劣勢となり、0-3の判定負けを喫した。
2019年5月6日、修斗世界フライ級タイトルマッチで挑戦者の清水清隆と対戦し、判定3-0のテクニカル判定で勝利（※当初の裁定では『扇久保のパウンドによる4R KO勝利』だったが、扇久保がパウンドでKOする前に偶発的な頭部接触の影響があったとして、後日裁定が変更された）。2度目の防衛に成功し、勝利後のマイクで「僕はRIZINでやり残したことがある。できるなら元谷友貴選手とやらせてください」と話した。
2019年7月28日、RIZIN.17で元DEEP2階級制覇王者の元谷友貴と対戦し、互角の際どい試合となるも2-1の判定勝ち。
2019年12月31日、RIZIN.20のバンタム級王座挑戦者決定戦で、PANCRASEバンタム級王者の石渡伸太郎と対戦。互いに一歩も引かない互角の熱戦を繰り広げ、2-1の判定勝ちを収めると共にバンタム級王座の挑戦権を獲得した。
2020年8月10日、RIZIN.23のRIZINバンタム級王座決定戦で朝倉海と対戦。1Rに朝倉の跳びヒザを受けダウンし、パウンド、顔へのヒザ蹴り、サッカーボールキックと追撃されTKO負けを喫し、王座獲得に失敗した。
2020年11月21日、RIZIN.25で瀧澤謙太と対戦。3Rに左ハイキックでダウンを奪った後、バックポジションをキープするなど試合を有利に進め、3-0の判定勝ちを収めた。
2021年1月31日、修斗世界フライ級のベルトを返上。
2021年3月26日、RIZINバンタム級JAPANグランプリ 1st Roundの組み合わせ抽選会が行われ、選択権6番目のカードを引いた扇久保の対戦相手が、最後のカードを引いた春日井“寒天”たけしとなり、両者の対戦が決定した。
2021年6月13日、RIZIN.28のバンタム級JAPANグランプリ1回戦でHEATバンタム級王者の春日井“寒天”たけしと約7年ぶりに再戦し、3-0の判定勝ちを収めた。
2021年9月19日、RIZIN.30のバンタム級JAPANグランプリ2回戦で大塚隆史と対戦し、3-0の判定勝ちを収めた。
2021年12月31日、RIZIN.33のバンタム級JAPANグランプリ準決勝で優勝候補と言われていた井上直樹と対戦し、3-0の判定勝ち。
同日、グランプリ決勝戦で同じく優勝候補と言われていた朝倉海と再戦し、3-0の判定勝ち。リベンジに成功するとともにグランプリ優勝を果たした。
2022年9月25日、RIZIN.38で元ROAD FC 2階級王者のキム・スーチョルと対戦。テイクダウンを重ねられ、キムのパンチを浴びて2カ所顔面骨折するなど劣勢となり、0-3の判定負けを喫した。この試合後、1つ下のフライ級に階級を再度変更した。
2022年12月31日、RIZIN.40のRIZIN×BELLATOR全面対抗戦・中堅戦で堀口恭司と3度目となる対戦をフライ級契約で行うも、1R序盤からカーフキックを効かされるなど、打撃の展開で劣勢となり、0-3の判定負けを喫した。
2023年7月30日、超RIZIN.2で行われた第5代RIZINバンタム級王座決定戦でフアン・アーチュレッタと対戦し、0-3の判定負け。王座獲得に失敗した。この試合はアーチュレッタと王座戦を行う予定だった朝倉海が試合間近に左膝内側側副靱帯損傷で欠場したため、試合の1週間ほど前に扇久保が急遽代役を引き受けて1階級上のバンタム級で行った試合だった。
2023年12月31日、RIZIN.45で元UFCフライ級1位・現BKFCフライ級王者のジョン・ドッドソンと対戦し、3-0の判定勝ちを収めた。
2024年7月28日、超RIZIN.3にて元同門で元DEEPフライ級王者の神龍誠と対戦し、ほぼ互角の展開となるも3-0の判定勝ちを収めた。

## 戦績

### プロ総合格闘技
| 総合格闘技 戦績 | 総合格闘技 戦績 | 総合格闘技 戦績 | 総合格闘技 戦績 | 総合格闘技 戦績 | 総合格闘技 戦績 | 総合格闘技 戦績 |
| --------------- | --------------- | --------------- | --------------- | --------------- | --------------- | --------------- |
| 38 試合         | (T)KO           | 一本            | 判定            | その他          | 引き分け        | 無効試合        |
| 28 勝           | 1               | 6               | 21              | 0               | 2               | 0               |
| 8 敗            | 2               | 2               | 4               | 0               | 2               | 0               |

| 勝敗 | 対戦相手               | 試合結果                            | 大会名                                                                                        | 開催年月日     |
|      | アリベク・ガジャマトフ | 試合前                              | RIZIN.51 【RIZINフライ級王座決定トーナメント準決勝】                                          | 2025年9月28日  |
| ○    | ホセ・トーレス         | 5分3R終了 判定3-0                   | 超RIZIN.4 真夏の喧嘩祭り 【RIZINフライ級王座決定トーナメント1回戦】                           | 2025年7月27日  |
| ○    | 神龍誠                 | 5分3R終了 判定3-0                   | 超RIZIN.3                                                                                     | 2024年7月28日  |
| ○    | ジョン・ドッドソン     | 5分3R終了 判定3-0                   | RIZIN.45                                                                                      | 2023年12月31日 |
| ×    | フアン・アーチュレッタ | 5分3R終了 判定0-3                   | 超RIZIN.2 【RIZINバンタム級王座決定戦】                                                       | 2023年7月30日  |
| ×    | 堀口恭司               | 5分3R終了 判定0-3                   | RIZIN.40 【RIZIN×BELLATOR全面対抗戦 中堅戦】                                                  | 2022年12月31日 |
| ×    | キム・スーチョル       | 5分3R終了 判定0-3                   | RIZIN.38                                                                                      | 2022年9月25日  |
| ○    | 朝倉海                 | 5分3R終了 判定3-0                   | RIZIN.33 【RIZINバンタム級JAPANグランプリ 決勝】                                              | 2021年12月31日 |
| ○    | 井上直樹               | 5分3R終了 判定3-0                   | RIZIN.33 【RIZINバンタム級JAPANグランプリ 準決勝】                                            | 2021年12月31日 |
| ○    | 大塚隆史               | 5分3R終了 判定3-0                   | RIZIN.30 【RIZINバンタム級JAPANグランプリ 2回戦】                                             | 2021年9月19日  |
| ○    | 春日井“寒天”たけし     | 5分3R終了 判定3-0                   | RIZIN.28 【RIZINバンタム級JAPANグランプリ 1回戦】                                             | 2021年6月13日  |
| ○    | 瀧澤謙太               | 5分3R終了 判定3-0                   | RIZIN.25                                                                                      | 2020年11月21日 |
| ×    | 朝倉海                 | 1R 4:31 TKO（サッカーボールキック） | RIZIN.23 - CALLING OVER - 【RIZINバンタム級王座決定戦】                                       | 2020年8月10日  |
| ○    | 石渡伸太郎             | 5分3R終了 判定2-1                   | RIZIN.20 【RIZINバンタム級王座挑戦者決定戦】                                                  | 2019年12月31日 |
| ○    | 元谷友貴               | 5分3R終了 判定2-1                   | RIZIN.17                                                                                      | 2019年7月28日  |
| ○    | 清水清隆               | 4R 0:40 テクニカル判定3-0           | 修斗 【修斗世界フライ級チャンピオンシップ】                                                   | 2019年5月6日   |
| ×    | 堀口恭司               | 2R（10分/5分）終了 判定0-3          | RIZIN.11                                                                                      | 2018年7月29日  |
| ○    | オニボウズ             | 1R 4:26 スリーパーホールド          | 修斗 【修斗世界フライ級チャンピオンシップ】                                                   | 2017年10月15日 |
| ○    | ダニー・マルティネス   | 5分3R終了 判定3-0                   | 修斗                                                                                          | 2017年4月23日  |
| ○    | 菅原雅顕               | 5R 4:48 フロントスリーパーホールド  | 修斗 FIGHT & MOSH 【修斗世界バンタム級チャンピオンシップ】                                    | 2016年4月23日  |
| ○    | 猿田洋祐               | 5分3R終了 判定3-0                   | 修斗                                                                                          | 2015年11月29日 |
| ○    | シーザー・スクラヴォス | 5分5R終了 判定3-0                   | VTJ 6th 【フライ級トーナメント 決勝】                                                         | 2014年10月4日  |
| ○    | カナ・ハヤット         | 1R 1:20 リアネイキドチョーク        | VTJ 5th in OSAKA 【フライ級トーナメント 準決勝】                                              | 2014年6月28日  |
| ○    | 春日井健士             | 5分3R終了 判定2-0                   | VTJ 4th 【フライ級トーナメント 1回戦】                                                        | 2014年2月23日  |
| ×    | 堀口恭司               | 2R 1:35 スリーパーホールド          | 修斗 2013年第2戦 【修斗世界フェザー級チャンピオンシップ】                                     | 2013年3月16日  |
| ○    | 岡嵜康悦               | 3R 3:32 スリーパーホールド          | 修斗 【修斗世界フェザー級チャンピオンシップ】                                                 | 2012年5月18日  |
| ○    | 徹肌ィ郎               | 5分3R終了 判定3-0                   | 修斗 ISAMI presents サバイバートーナメント決勝戦 【修斗環太平洋フェザー級チャンピオンシップ】 | 2012年1月8日   |
| ○    | 松本輝之               | 5分3R終了 判定2-0                   | 修斗 BORDER -season 3- 「春雷」 【修斗環太平洋フェザー級チャンピオン決定戦】                  | 2011年4月3日   |
| ○    | 田澤聡                 | 5分3R終了 判定3-0                   | 修斗 The Way of SHOOTO 05 〜Like a Tiger, Like a Dragon〜                                     | 2010年9月23日  |
| ×    | エドゥアルド・ダンタス | 3R 1:21 スリーパーホールド          | 修斗 The Way of SHOOTO 03 〜Like a Tiger, Like a Dragon〜                                     | 2010年5月30日  |
| ×    | 岡嵜康悦               | 2R 2:08 KO（右フック→パウンド）     | 修斗 SHOOTO GIG TOKYO 3 【修斗環太平洋フェザー級チャンピオン決定戦】                          | 2009年10月18日 |
| ○    | 徹肌ィ郎               | 5分3R終了 判定3-0                   | "修斗伝承 06" ROAD TO 20th ANNIVERSARY                                                        | 2009年3月20日  |
| △    | 田澤聡                 | 5分3R終了 判定0-1                   | "修斗伝承 04" ROAD TO 20th ANNIVERSARY                                                        | 2008年11月29日 |
| ○    | 田中ヒロユキ           | 1R 1:35 TKO（パウンド）             | "修斗伝承 02" ROAD TO 20th ANNIVERSARY                                                        | 2008年7月18日  |
| ○    | 金山康宏               | 2R 3:35 スリーパーホールド          | 修斗 【新人王決定トーナメント フェザー級 決勝】                                               | 2007年12月8日  |
| ○    | 田村和也               | 1R 3:43 スリーパーホールド          | 修斗 BACK TO OUR ROOTS 05 【新人王決定トーナメント フェザー級 準決勝】                        | 2007年9月22日  |
| ○    | 太田悟                 | 5分2R終了 判定3-0                   | 修斗 【新人王決定トーナメント フェザー級 2回戦】                                              | 2007年6月30日  |
| △    | 矢作尚紀               | 5分2R終了 判定1-0                   | 修斗 下北沢修斗劇場 第17弾 〜男はつよいよ〜                                                   | 2007年3月4日   |
| ○    | マイク・ハヤカワ       | 5分2R終了 判定3-0                   | 修斗 下北沢修斗劇場 第16弾 〜燃えろいい男〜                                                   | 2006年10月1日  |

### 総合格闘技エキシビション
| 勝敗 | 対戦相手                       | 試合結果                       | 大会名                                                                         | 開催年月日    |
| △    | 石渡伸太郎                     | 5分2R終了 判定なし             | 石渡伸太郎引退興行 漢塾～継承～                                                | 2022年1月23日 |
| ×    | ティム・エリオット             | 5分3R終了 判定0-3              | The Ultimate Fighter: Tournament of Champions 【フライ級トーナメント決勝】     | 2016年8月10日 |
| ○    | アレッシャンドリ・パントージャ | 5分2R終了 判定3-0              | The Ultimate Fighter: Tournament of Champions 【フライ級トーナメント準決勝】   | 2016年8月3日  |
| ○    | アダム・アントリン             | 5分2R終了 判定3-0              | The Ultimate Fighter: Tournament of Champions 【フライ級トーナメント準々決勝】 | 2016年7月26日 |
| ○    | エンカジムーロ・ズールー       | 2R 3:44 リアネイキッドチョーク | The Ultimate Fighter: Tournament of Champions 【フライ級トーナメント一回戦】   | 2016年7月15日 |

### アマチュア総合格闘技
| 勝敗 | 対戦相手   | 試合結果                | 大会名                                                                    | 開催年月日    |
| ○    | 浅野篤司   | 3分2R終了 ポイント44-39 | 第12回全日本アマチュア修斗選手権 【フェザー級 決勝】                      | 2005年9月18日 |
| ○    | 田村和也   | 4分1R終了 ポイント23-22 | 第12回全日本アマチュア修斗選手権 【フェザー級 準決勝】                    | 2005年9月18日 |
| ○    | 神戸崇行   | 4分1R終了 ポイント23-20 | 第12回全日本アマチュア修斗選手権 【フェザー級 2回戦】                     | 2005年9月18日 |
| ○    | 森章俊     | 4分1R終了 ポイント32-19 | 第12回全日本アマチュア修斗選手権 【フェザー級 1回戦】                     | 2005年9月18日 |
| ○    | 高瀬雄一郎 | 3分2R終了 ポイント55-40 | 第4回東北アマチュア修斗オープントーナメント 【フェザー級 決勝】           | 2005年7月24日 |
| ○    | 松本義彦   | 4分1R終了 ポイント21-20 | 第4回東北アマチュア修斗オープントーナメント 【フェザー級 準決勝】         | 2005年7月24日 |
| ○    | 菊池錠路   | 4分1R終了 ポイント20-13 | 第4回東北アマチュア修斗オープントーナメント 【フェザー級 1回戦】          | 2005年7月24日 |
| ×    | 大越崇弘   | 4分1R終了 判定0-3       | 第5回東日本アマチュア修斗フレッシュマントーナメント 【フェザー級 準決勝】 | 2005年4月29日 |
| ○    | 安永有希   | 4分1R終了 判定          | 第5回東日本アマチュア修斗フレッシュマントーナメント 【フェザー級 3回戦】  | 2005年4月29日 |
| ○    | 関正人     | 4分1R終了 ポイント23-20 | 第5回東日本アマチュア修斗フレッシュマントーナメント 【フェザー級 2回戦】  | 2005年4月29日 |
| ○    | 大田洋輔   | 4分1R終了 ポイント23-19 | 第5回東日本アマチュア修斗フレッシュマントーナメント 【フェザー級 1回戦】  | 2005年4月29日 |

### シュートボクシング
| 勝敗 | 対戦相手 | 試合結果       | 大会名                                        | 開催年月日    |
| ○    | 菅原悠次 | 3R終了 判定3-0 | SHOOT BOXING 2015～SB30th Anniversary～ act.4 | 2015年9月19日 |

## 獲得タイトル
- 第4回東北アマチュア修斗オープントーナメントフェザー級 優勝（2005年）
- 第12回全日本アマチュア修斗選手権フェザー級 優勝（2005年）[7]
- 修斗フェザー級新人王（2007年）
- 第2代修斗環太平洋フェザー級王座（2011年）
- 第8代修斗世界フェザー級王座（2012年）
- VTJフライ級トーナメント 優勝（2014年）
- 第6代修斗世界フライ級王座（2016年）
- RIZIN FIGHTING JAPAN GRAND-PRIX 2021 優勝（2021年）

## 表彰
- RIZIN FIGHTING JAPAN GRAND-PRIX 2021 ベストバウト賞 井上直樹戦[44]

### 試合映像
1. ↑  『【試合映像】堀口恭司 vs. 扇久保博正 / Kyoji Horiguchi vs. Hiromasa Ougikubo - RIZIN.11』RIZIN公式YouTubeチャンネル、2018年。
2. ↑  『【試合映像】元谷友貴 vs. 扇久保博正 / Yuki Motoya vs. Hiromasa Ougikubo - RIZIN.17』RIZIN公式YouTubeチャンネル、2019年。
3. ↑  『【試合映像】石渡伸太郎 vs. 扇久保博正 / Shintaro Ishiwatari vs. Hiromasa Ougikubo - RIZIN.20』RIZIN公式YouTubeチャンネル、2019年。
4. ↑  『【試合映像】朝倉海 vs. 扇久保博正 / Kai Asakura vs. Hiromasa Ougikubo - RIZIN.23』RIZIN公式YouTubeチャンネル、2020年。
5. ↑  『【試合映像】扇久保博正 vs. 瀧澤謙太 / Hiromasa Ougikubo vs. Kenta Takizawa - RIZIN.25』RIZIN公式YouTubeチャンネル、2020年。
6. ↑  『【試合映像】扇久保博正 vs. 春日井“寒天”たけし / Hiromasa Ougikubo vs. Takeshi“Kanten”Kasugai - RIZIN.28』RIZIN公式YouTubeチャンネル、2021年。
7. ↑  『【試合映像】扇久保博正 vs. 大塚隆史 / Hiromasa Ougikubo vs. Takafumi Otsuka - RIZIN.30』RIZIN公式YouTubeチャンネル、2021年。
8. ↑  『【試合映像】扇久保博正 vs. 井上直樹 / Hiromasa Ougikubo vs. Naoki Inoue - RIZIN.33』RIZIN公式YouTubeチャンネル、2021年。
9. ↑  『【試合映像】朝倉海 vs. 扇久保博正 2 / Kai Asakura vs. Hiromasa Ougikubo 2 - RIZIN.33』RIZIN公式YouTubeチャンネル、2021年。
10. ↑  『【試合映像】扇久保博正 vs. キム・スーチョル / Hiromasa Ougikubo vs. Soo Chul Kim - RIZIN.38』RIZIN公式YouTubeチャンネル、2022年。
11. ↑  『【試合映像】扇久保博正 vs. 堀口恭司 3 / Hiromasa Ougikubo vs. Kyoji Horiguchi 3 - RIZIN.40』RIZIN公式YouTubeチャンネル、2022年。
12. ↑  『【試合映像】フアン・アーチュレッタ vs. 扇久保博正 / Juan Archuleta vs. Hiromasa Ougikubo - 超RIZIN.2』RIZIN公式YouTubeチャンネル、2023年。

### 補足映像
1. ↑  『【番組】RIZIN CONFESSIONS #20（※番組内で試合映像＆堀口恭司と扇久保博正による試合振り返りドキュメンタリー番組）』RIZIN公式YouTubeチャンネル、2018年。
2. ↑  『【番組】RIZIN CONFESSIONS #47（※番組内で試合映像＆扇久保博正と元谷友貴による試合振り返りドキュメンタリー番組）』RIZIN公式YouTubeチャンネル、2019年。
3. ↑  『【番組】RIZIN CONFESSIONS #55（※番組内で試合映像＆石渡伸太郎と扇久保博正による試合振り返りドキュメンタリー番組）』RIZIN公式YouTubeチャンネル、2019年。
4. ↑  『【番組】RIZIN CONFESSIONS #58（※番組内で試合映像＆朝倉海と扇久保博正による試合振り返りドキュメンタリー番組）』RIZIN公式YouTubeチャンネル、2020年。
5. ↑  『【番組】RIZIN CONFESSIONS #59（※番組内で試合映像＆扇久保博正と瀧澤謙太による試合振り返りドキュメンタリー番組）』RIZIN公式YouTubeチャンネル、2020年。
6. ↑  『RIZIN JAPAN GRAND-PRIX 2021 バンタム級トーナメント 1st ROUND 抽選会 2021/03/26』RIZIN公式YouTubeチャンネル、2021年。
7. ↑  『【番組】RIZIN CONFESSIONS #73（※番組内で試合映像＆扇久保博正と春日井“寒天”たけしによる試合振り返りドキュメンタリー番組）』RIZIN公式YouTubeチャンネル、2021年。
8. ↑  『【番組】RIZIN CONFESSIONS #80（※番組内で試合映像＆扇久保博正と大塚隆史による試合振り返りドキュメンタリー番組）』RIZIN公式YouTubeチャンネル、2021年。
9. 1 2  『【番組】RIZIN CONFESSIONS #88（※番組内で試合映像＆井上直樹と扇久保博正と朝倉海による試合振り返りドキュメンタリー番組）』RIZIN公式YouTubeチャンネル、2021年。
10. ↑  『【番組】RIZIN CONFESSIONS #106（※番組内で試合映像＆扇久保博正戦とキム・スーチョルによる試合振り返りドキュメンタリー番組）』RIZIN公式YouTubeチャンネル、2022年。
11. ↑  『【番組】RIZIN CONFESSIONS #114（※番組内で試合映像＆堀口恭司と扇久保博正による試合振り返りドキュメンタリー番組）』RIZIN公式YouTubeチャンネル、2022年。
12. ↑  『【番組】RIZIN CONFESSIONS #130（※番組内で試合映像＆扇久保博正とフアン・アーチュレッタによる試合振り返りドキュメンタリー番組）』RIZIN公式YouTubeチャンネル、2023年。
13. ↑  『【番組】RIZIN CONFESSIONS #141（※番組内で試合映像＆扇久保博正とジョン・ドッドソンによる試合振り返りドキュメンタリー番組）』RIZIN公式YouTubeチャンネル、2023年。
14. ↑  『【番組】RIZIN CONFESSIONS #158（※番組内で試合映像＆神龍誠と扇久保博正による試合振り返りドキュメンタリー番組）』RIZIN公式YouTubeチャンネル、2024年。